# ケビン・フランドセン
ケビン・ビンセント・フランドセン（Kevin Vincent Frandsen, 1982年5月24日 - ）は、アメリカ合衆国・カリフォルニア州サンタクララ郡ロスガトス出身の元プロ野球選手（内野手、外野手）。右投右打。

## 経歴

### プロ入り前
大学在籍期間中に放った安打数は246、これはサンノゼ州立大学の新記録である。2004年も好成績を挙げ、ウェスタン・アスレチック・カンファレンスのオールスターに選出された。

### プロ入りとジャイアンツ時代
2004年6月7日、MLBドラフト12巡目（全体370位）でサンフランシスコ・ジャイアンツから指名され、6月16日に契約。この年からマイナーリーグ（A-級セーラムカイザー・ボルケイノーズ）でプレーを始める（25試合出場）。ドラフトからに3カ月後に兄が癌（ウイルムス腫瘍）で亡くなり、後のメジャーデビュー時には兄が大ファンであったデイブ・リゲッティ投手コーチから現在の背番号「19」を譲り受けている。
プロ2年目の2005年、A+級サンノゼ・ジャイアンツ・AA級ノーウィッチ・ナビゲーターズ・AAA級フレズノ・グリズリーズの3球団トータルで128試合・打率.335・出塁率.398・OPS.861・21盗塁というハイレベルな数字を叩き出し、7月10日にはオールスター・フューチャーズゲームに出場。チーム内のマイナーリーグ・プレーヤー・オブ・ザ・イヤーに輝いた他、シーズン終了後有望株リストで9位にランクされ、ベスト・ディフェンシブ・インフィルダーに選ばれた。
2006年はメジャーのスプリングトレーニングに招待された。その際、当時の監督フェリペ・アルーに好印象を与え、「フィールド全体に打ち分けるケビンの打撃技術は、私が昔教えていたデライノ・デシールズやホセ・ビドロに匹敵する」と賞賛されている。同年4月28日、メジャー初昇格。アリゾナ・ダイヤモンドバックス戦において二番打者・二塁手として即スタメン起用され、4打数3安打1死球4出塁3得点と言う鮮烈なデビューを果たす。その後は失速し、マイナー降格と再昇格を何度か繰り返したのち、8月19日にはアゴ骨折のため故障者リスト入りするなどのアクシデントに襲われたが、41試合に出場して経験を積んだ。オフのウィンターリーグでは、アリゾナ・フォール・リーグのオールプロスペクト・チームとライジング・スターズに選出された他、ダーネル・ステンソン・スポーツマンシップ賞を受賞。シーズン終了後、チーム内の有望株リストで6位にランクされた。
2007年は開幕25人枠入りし、4月12日に早々とマイナー降格を告げられたものの、AAA級フレズノで19試合 ・ 打率.403 ・ 出塁率.506 ・ OPS 1.028と結果を出すと、5月3日以降はメジャー定着。ユーティリティープレイヤーとして五つのポジションを務め上げ、特にレイ・ダーラムとオマー・ビスケルの二人が共に高齢化が進んでることもあって、二遊間に就いた試合数はチーム2番目の多さであった。また、代打としても2番目の起用数（右打者としては最多）であり、しぶとい打撃を披露するなど、徐々に信頼を築きつつあった。
2008年は開幕直前に左アキレス腱を断裂、シーズン絶望となる重傷を負ってしまった
。その後は治療とリハビリが長く続き、9月28日の最終戦において復帰したものの、八回裏に代打として1打席立っただけでシーズンを終えた。シーズン終了後に行われたウィンターリーグではアリゾナ・フォール・リーグに派遣され、32試合・打率.331（44安打はリーグ3位）・出塁率.392・OPS.813・10盗塁（同2位）と来季に向けて望みを繋いだ。
2009年はAAA級フレズノでプレーする事が多く、メジャーでは23試合の出場に終わった。

### エンゼルス時代
2010年3月26日に金銭トレードで、ボストン・レッドソックスへ移籍。29日に傘下のAAA級ポータケット・レッドソックスへ異動して開幕を迎え、17試合に出場した。4月28日にDFAとなり、翌29日にウェーバーでロサンゼルス・エンゼルス・オブ・アナハイムへ移籍。傘下のAAA級ソルトレイク・ビーズでプレー後、5月8日にメジャーへ昇格。7月30日にAAA級ソルトレイクへ降格したが、9月7日に再昇格した。この年は54試合に出場し、打率.250・14打点・2盗塁だった。オフの12月2日にFAとなった。

### フィリーズ時代
2011年1月6日にサンディエゴ・パドレスとマイナー契約を結んだ。3月25日に放出され、28日にフィラデルフィア・フィリーズとマイナー契約を結んだ。5月11日、禁止薬物使用で50試合の出場停止処分を受けた。この年は傘下のAAA級リーハイバレー・アイアンピッグスで77試合に出場し、打率.303・4本塁打・40打点・10盗塁だった。11月2日にFAとなったが、29日にフィリーズとマイナー契約で再契約した。
2012年はAAA級リーハイバレーで開幕を迎え、7月26日にフィリーズとメジャー契約を結んだ。この年は55試合に出場し、打率.338・2本塁打・14打点だった。11月8日にフィリーズと1年契約に合意した。
2013年は119試合に出場し、打率.234・5本塁打・26打点・1盗塁だった。12月2日にフィリーズと1年契約に合意した。
2014年3月23日に40人枠から外れ、AAA級リーハイバレーへ降格した。25日に自由契約となった。

### ナショナルズ時代
2014年3月26日にワシントン・ナショナルズと90万ドル+出来高の1年契約に合意した。開幕後はユーティリティープレイヤーとして105試合に出場し、打率.259・1本塁打・17打点だった。オフの11月14日にナショナルズと100万ドル+出来高の1年契約を結んだが、2015年4月1日に自由契約となった。

### ジャイアンツ復帰
2015年4月21日にアリゾナ・ダイヤモンドバックスとマイナー契約を結び、傘下のAAA級リノ・エーシズで26試合に出場した。5月29日に自由契約となった。その直後の6月1日に古巣のジャイアンツとマイナー契約を結び、傘下のAAA級サクラメント・リバーキャッツで86試合に出場した。9月23日にメジャー契約を結んだ。10月15日にFAとなった。

### 現役引退後
2016年8月からサンフランシスコのラジオ局でスポーツトーク番組のレギュラーを務め、2018年からはフィラデルフィア・フィリーズ・ラジオネットワークの専属解説者に就任した。
2022年からはスポーツ専門チャンネルMASN（Mid-Atlantic Sports Network）でワシントン・ナショナルズ戦のコメンテーターを務めている。

## プレースタイル
パワーレスだがコンタクトが上手いため三振が少なく、進塁打などの小技が利き、その上走れる。したがって二番打者としての適性がある。守備においては本来は二塁手だが、必要に応じて三塁や遊撃、外野のバックアップも務めることが可能な、タフネスで使い勝手のいいユーティリティープレイヤーである。ただし、メジャーレベルでは遊撃手としては実力不足。

## 詳細情報

### 年度別打撃成績
| 年 度     | 球 団     | 試 合 | 打 席 | 打 数 | 得 点 | 安 打 | 二 塁 打 | 三 塁 打 | 本 塁 打 | 塁 打 | 打 点 | 盗 塁 | 盗 塁 死 | 犠 打 | 犠 飛 | 四 球 | 敬 遠 | 死 球 | 三 振 | 併 殺 打 | 打 率 | 出 塁 率 | 長 打 率 | O P S |
| --------- | --------- | ----- | ----- | ----- | ----- | ----- | -------- | -------- | -------- | ----- | ----- | ----- | -------- | ----- | ----- | ----- | ----- | ----- | ----- | -------- | ----- | -------- | -------- | ----- |
| 2006      | SF        | 41    | 102   | 93    | 12    | 20    | 4        | 0        | 2        | 30    | 7     | 0     | 1        | 0     | 0     | 3     | 0     | 6     | 14    | 3        | .215  | .284     | .323     | .607  |
| 2007      | SF        | 109   | 296   | 264   | 26    | 71    | 12       | 1        | 5        | 100   | 31    | 4     | 3        | 3     | 3     | 21    | 3     | 5     | 24    | 17       | .269  | .331     | .379     | .710  |
| 2008      | SF        | 1     | 1     | 1     | 0     | 0     | 0        | 0        | 0        | 0     | 0     | 0     | 0        | 0     | 0     | 0     | 0     | 0     | 0     | 0        | .000  | .000     | .000     | .000  |
| 2009      | SF        | 23    | 54    | 50    | 3     | 7     | 2        | 0        | 0        | 9     | 1     | 0     | 0        | 0     | 0     | 3     | 0     | 1     | 4     | 2        | .140  | .204     | .180     | .384  |
| 2010      | LAA       | 54    | 173   | 160   | 24    | 40    | 11       | 0        | 0        | 51    | 14    | 2     | 0        | 3     | 0     | 9     | 0     | 1     | 10    | 5        | .250  | .294     | .319     | .613  |
| 2012      | PHI       | 55    | 210   | 195   | 24    | 66    | 10       | 3        | 2        | 88    | 14    | 0     | 1        | 1     | 0     | 9     | 2     | 5     | 18    | 4        | .338  | .383     | .451     | .834  |
| 2013      | PHI       | 119   | 278   | 252   | 27    | 59    | 10       | 1        | 5        | 86    | 26    | 1     | 0        | 1     | 2     | 12    | 0     | 11    | 29    | 10       | .234  | .296     | .341     | .637  |
| 通算：7年 | 通算：7年 | 402   | 1114  | 1015  | 116   | 263   | 49       | 5        | 14       | 364   | 93    | 7     | 5        | 8     | 5     | 57    | 5     | 29    | 99    | 41       | .259  | .316     | .359     | .674  |

- 2013年度シーズン終了時

### 背番号
- 19 (2006年 - 2009年、2014年)
- 18 (2010年)
- 28 (2012年 - 2013年)
- 43 (2015年)